# Romeinse burgeroorlog (456)
De Romeinse burgeroorlog van 456 was een militair conflict in de 2e helft van 456 waarin de generaals Majorianus en Ricimer in opstand kwamen tegen de West-Romeinse keizer Avitus. De oorlog eindigde met een overwinning van de opstandelingen. Avitus werd afgezet als keizer en overleed kort daarna in mysterieuze omstandigheden.

## Achtergrond
Onder historici is consensus dat het bewind van Avitus reeds bij de aanvang in 455 niet sterk geworteld was. De opvolger van keizer Maximus was nogal afhankelijk van de steun van alle belangrijke spelers in het West-Romeinse Rijk omstreeks die tijd.  Die steun was onontbeerlijk om voldoende grip te krijgen op zowel de civiele instellingen, de Romeinse senaat en de Oost-Romeinse keizer Marcianus, evenals die van het leger en zijn commandanten (de generaals Majorianus en Ricimer). Bovendien was zijn relatie met het oostelijke rijksdeel niet optimaal. Daarentegen was zijn relatie met de Visigotische koning Theodorik II uitstekend. 
Als reden voor Avitus' zwakke positie geldt dat hij door de Gallische senatoren met steun van Theodorik naar voren was geschoven als opvolger van Maximus, terwijl de kern van de macht van het westelijke rijk nog steeds in Italië lag waar hij door de senaat in Rome als een buitenstaander werd beschouwd. Volgens Sidonius Appolaris waren de generaals Majorianus en Ricimer zelf ook geïnteresseerd in de troon en hadden zij al plannen in die richting gehad na de dood van keizer Valentinianus. Aanvankelijk steunden zij Avitus' bewind, maar lieten hem vallen toen hij in de problemen kwam.
Ten tijde van het bewind van Avitus was sprake van twee grote binnenlandse conflicten. In Noord-Spanje waren de Sueven op oorlogspad en sinds de plundering van Rome waren de Romeinen in oorlog met de Vandalen van Geiserik. Het Visigotisch leger voerde samen met de Bourgonden campagne voor Avitus in Spanje om daar de macht te herstellen In het Middellandse Zeegebied kwam het Romeinse leger onder Ricimer in actie tegen de Vandalen.  Ricimer behaalde enkele successen, maar op zee bleek Geiserik moeilijk te verslaan. De Vandalen blokkeerden de haven van Rome, waardoor er in de hoofdstad - dat voor haar voedselvoorziening afhankelijk was van graan uit Africa - hongersnood uitbrak.

## De burgeroorlog

### Aanleiding
Halverwege 456 tijdens de voedselblokkade verbleef Avitus in Rome waar hij geconfronteerd werd met de hongerige en ontevreden inwoners van de stad. Het feit dat hij tot de Gallische aristocratie behoorde en diverse Galliërs op hoge posten had benoemd werkte in zijn nadeel. Sommige senatorische kringen gaven hem de schuld van de hongersnood. Daarnaast had hij ook nog problemen met zijn leger omdat hij niet over voldoende liquide middelen beschikte. 
In dit stadium begonnen Ricimer en Majorianus serieus met plannen om Avitus af te zetten. Ricimer was na zijn overwinningen prestige verworven en Majorianus had een sterke aanhang onder de troepen die voorheen loyaal waren geweest aan Aetius. 

### De Opstand in Rome en Avitus' vlucht naar Gallië
Avitus die nooit erg geliefd werd bij het volk, raakte in de loop van 456 zijn steun kwijt in de senaat. Voor Ricimer en Majorianus was dit het uitgelezen moment om de macht naar hun toe te trekken en kwamen in opstand. De keizer moest vluchten omdat een groot deel van het keizerlijke leger de zijde van de opstandelingen koos. Hij vluchtte naar Gallië om daar versterkingen te verzamelen. Toen Avitus in Arles arriveerde schraapte hij wat troepen bijeen, maar moest het doen zonder de steun van de Visigotische koning Theodorik die in Spanje verbleef.

### Slag bij Placentia
De eerste actie in de opstand van Ricimer en Majorianus was de moord op de patricius en magister militum Remistus, die van Avitus opdracht had gekregen om de keizerlijke zetel Ravenna voor hem te behouden. In september 456 toog Ricimer met een leger naar Ravenna en verraste de magister militum in de buurt van de stad. De bronnen geven niet duidelijk aan in welke omstandigheden de aanval gebeurde. Het resultaat van de aanval wel, Remistus werd gedood. Daarna trokken de troepen van Ricimer en Majorianus naar het noorden om het leger dat Avitus in Arles had verzameld te onderscheppen. 
Avitus benoemde Messianus als opvolger van Remistus en maakte zich op voor de confrontatie met Ricimer en Majorianus. Met het leger dat hij in Gallië op de been bracht, keerde hij begin oktober terug naar Italië. In de buurt van (Piacenza) stuitte hij op het leger van Recimer en Majorianus waar het tot een veldslag kwam tussen de Romeinse legers. Avitus was duidelijk de mindere, hij ontbeerde de steun van de Gotische foederati en had mogelijk maar een deel van het vaststaande Gallische leger in die korte tijd kunnen verzamelen. De opstandelingen daarentegen beschikten over het grootste deel van de Italiaanse comitanses. De keizer viel op 17 of 18 oktober met zijn troepen het veel grotere leger onder leiding van Ricimer aan, en na een groot bloedbad onder zijn mannen, waaronder Messianus, vluchtte Avitus en zocht zijn toevlucht in de stad. In de onmiddellijke nasleep spaarde Ricimer zijn leven, maar dwong hem om bisschop van Piacenza te worden. Wat zijn dood kort daarna betreft, zijn de bronnen vaag of tegenstrijdig; het volstaat te zeggen dat dit zeer opportuun was voor Ricimer en Majorianus.

## Nasleep en gevolgen
Na de afzetting en dood van Avitus kwam de Gallo-Romeinse aristocratie in opstand, waarbij zij zich tot de Bourgondische en Visigotische foederati wendden voor steun. Toen Theodorik en Gundioc het bericht bereikte over de afzetting van de keizer en de opstand in Gallië liet Theodorik het commando over aan zijn generaals Sunerik en Cyrila en keerde terug naar Toulouse, terwijl Gundioc met zijn hele leger terug keerde naar de bergen van Sapaudia. Gebruik makend van de verwarrende toestand, zag Theoderik kansen om op Romeinse bodem een eigen staat te stichten. In de loop van 457 schoof hij het verdrag met de Romeinen aan de kant waarmee de Gotsche oorlog een aanvang nam. 
De kort daarvoor in het oosten benoemde keizer Leo I, die nu ook keizer van het westen was totdat hij een opvolger had aangewezen, was aanvankelijk niet genegen om samen te werken met de rebellerende generaals. Uiteindelijk vroeg de uiterst onstabiele situatie in het westen om een oplossing waardoor hij zijn oren liet hangen naar de twee generaals die de dienst uitmaakten in Italië.
Leo benoemde Ricimer tot patricius e magister militum opperbevelhebber met de titel van Patriciër en Majorianus tot magister militum, waarmee Majorianus de ondergeschikte werd van Ricimer. Majorianus dwong vervolgens met de steun van de senaat Leo hem tot Caesar te benoemen op 1 april 457. Toen deze aarzelde hem te erkennen riep Majorianus zich op 28 december 457, met steun van de Senaat en het leger, tot keizer van het westen uit.